# Anna Reijnvaan
Johanna Paulina (Anna) Reijnvaan, ook gespeld met een y als Reynvaan, (Amsterdam, 5 april 1844 – aldaar, 19 maart 1920) was een Nederlandse verpleegster en adjunct-directrice in het Buitengasthuis en in het Wilhelmina Gasthuis in Amsterdam, de voorlopers van het Academisch Medisch Centrum (AMC) in Amsterdam Zuid-Oost dat in 2018 fuseerde is met het Vrije Universiteits medisch centrum (VUmc) tot het Amsterdam Universitair Medisch Centrum.

## Amsterdamse ziekenhuizen
Reijnvaan kwam uit een rijke familie waar liefdadigheid de enige mogelijkheid voor vrouwen was om zonder negatief commentaar - of zelfs verbod van hun vaders - te mogen "werken". Toen Reijnvaan als vrijwilligster en onbetaald in de Amsterdamse ziekenhuizen begon te werken, werden patiënten verpleegd door leken: mensen zonder beroepsopleiding. Het ging er vaak ruw en amateuristisch aan toe. Haar eerste betrekking was in het particuliere en goed georganiseerde Burgerziekenhuis. Ze stapte over naar het openbare Binnengasthuis en vervolgens naar het Buitengasthuis. Openbare gezondheidszorg werd als 'armenzorg' behandeld. De kwaliteit van de patiëntenzorg werd dan ook met elke nieuwe carrièrestap van Anna lager. Reijnvaan ontving tijdens haar loopbaan zelfs dreigbrieven dat ze moest ophouden met dit "een vrouw onwaardige beroep". Dat een ongetrouwde dame van stand bij nacht en ontij naar haar werk liep om doodziek volk te verplegen in onhygiënische omstandigheden was in haar kringen ongewenst en ongepast. Daarom hechtte ze veel waarde aan de opwaardering van het aanzien en de eer van het vak.
In 1878 begon de Vereeniging voor Ziekenverpleging, een onderdeel van de Noord-Hollandsche Vereeniging tot afwering van epidemische ziekten en tot hulpbetoon tijdens epidemieën 'Het Witte Kruis', een verpleegsters-opleiding. Reijnvaan behoorde tot de eerste lichting in de nieuwe opleiding tot lekenverpleegster. Zij was de zevende vrouw die het Zilveren-Kruisdiploma behaalde (in 1880). 

## Verpleegster: betaald beroep
Reijnvaan leverde een essentiële bijdrage aan de initiële ontwikkeling van de verpleegkunde als vak en als betaald beroep, een vrouwenberoep welteverstaan. Van de verpleegstersopleiding die ze in Amsterdam opzet, neemt ze zelf het praktische onderwijs voor haar rekening. Ze is ook een stuwende kracht bij de oprichting van de eerste beroepsorganisatie (vakbond) van verpleegkundigen in Nederland en het eerste verpleegkundig tijdschrift, het Maandblad voor de Ziekenverpleging, dat nog altijd, en nu ook digitaal, bestaat onder de naam TvZ.  Dankzij Reijnvaan en anderen ontwikkelde de verpleging zich tot een volwaardig vak waarmee een inkomen te verdienen was. Reijnvaan was met haar inzet voor de institutionalisering van de ziekenverpleging een pionier in het vak verpleegkunde.

## Standbeeld Jeltje de Bosch Kemperpad

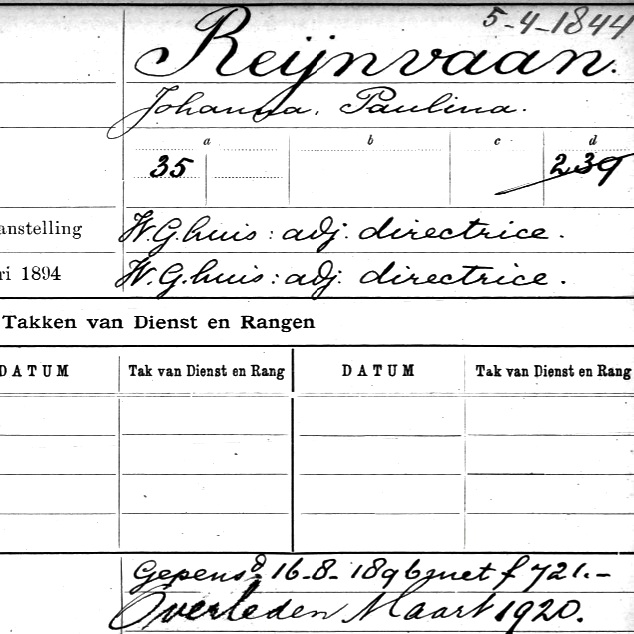

In 1992 werd haar portret, naast dat van Jeltje de Bosch Kemper, in brons vastgelegd in het standbeeld Voor de verpleging van kunstenares Liesbeth Pallesen, staande op het Jeltje de Bosch Kemperpad. In het midden van de boog van de hoofdpoort is een stenen portret van Reijnvaan te zien.
In Amsterdam wordt sinds 1999 jaarlijks de Anna Reijnvaan Lezing gehouden, uitgesproken door een belangrijke internationale verpleegkundige. De lezing wordt georganiseerd door het Amsterdam UMC, de Hogeschool van Amsterdam en het vakblad TvZ.

## Diversiteit in straatnamen

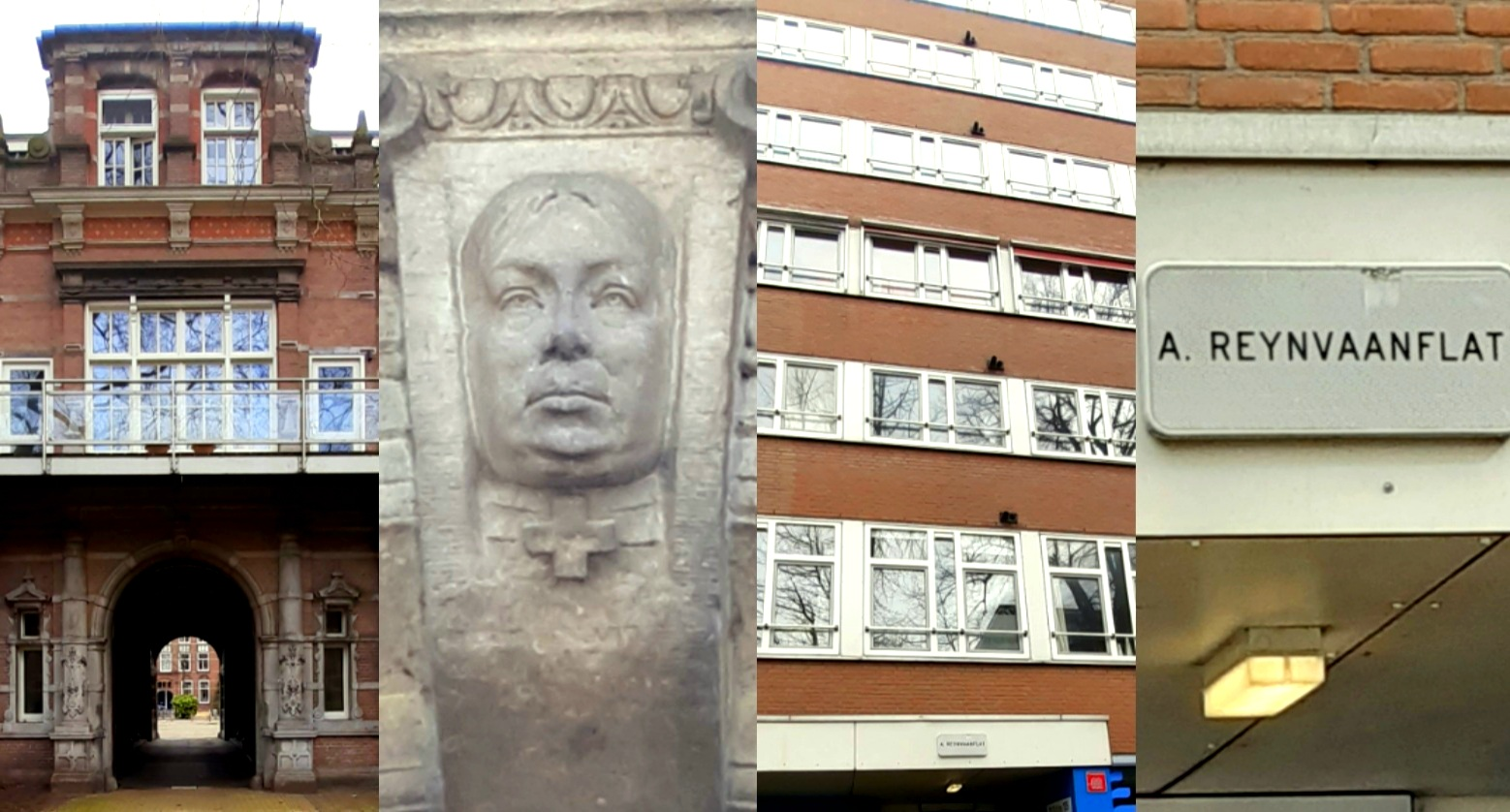
De toegangspoort van het voormalig Wilhelmina Gasthuis in Amsterdam heeft een stenen portret van Reijnvaan, hoog in de boog. De voormalige 'zusterflat' draagt haar naam. Beide zijn nauwelijks zichtbaar

Reijnvaan woonde in de Amsterdamse Eerste Helmersstraat op nummer 97, tegenover 'haar' ziekenhuis. In stadsdeel Nieuw-West is een straat naar haar vernoemd, maar de vraag is hoeveel mensen in 'Johanna Reynvaan' de adjunct-directrice van het Wilhelmina Gasthuis herkennen. Straatnamen laten nog steeds weinig diversiteit zien. In 2002 was slechts in 13% van de straatnamen een vrouw vernoemd. In de wijk Stevenshof in Leiden is sinds de jaren negentig van de 20e eeuw een Anna Reynvaanstraat, net als Deventer, Velserbroek en Heemskerk. Hengelo heeft een weg, Hoofddorp een hof en Castricum een singel vernoemd naar Reijnvaan.

## Herdenkingsbord

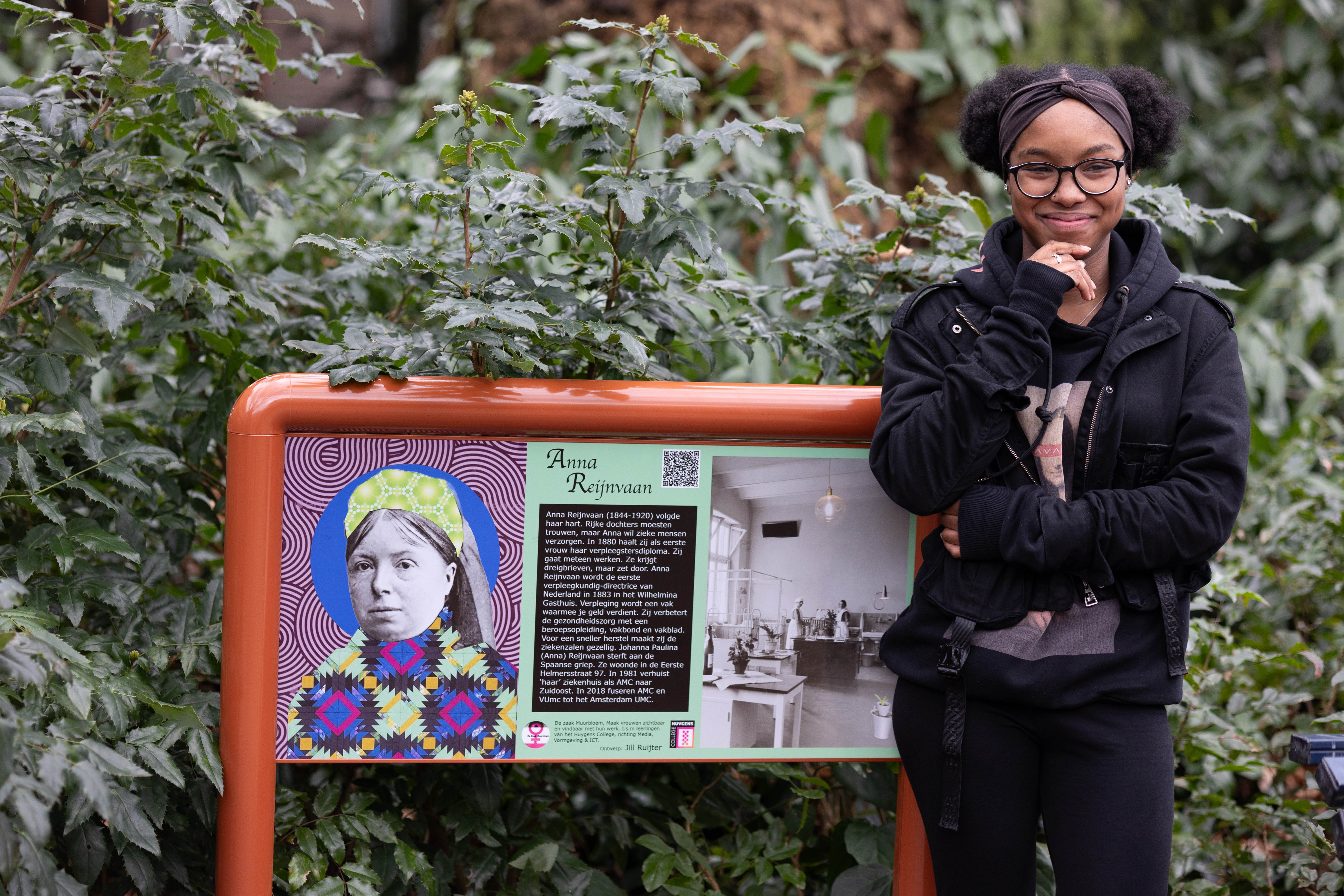
Herdenkingsbord voor Anna Reijnvaan, directrice van het Amsterdamse Wilhelminagasthuis met ontwerpster Jill Ruyter

Anna Reijnvaan werd in 2023 geëerd met een herinneringsbord - met haar portret, een tekst en een foto van twee verpleegsters aan het werk - op het plantsoen op het WG-terrein. Het ontwerp van Jill Ruiter werd door de bewoners van stadsdeel West gekozen uit 16 grafische ontwerpen gemaakt door de leerlingen Media, Vormgeving en ICT (MVI) van het Huygens College. Dit kunstproject werd opgezet en geleid door Annemarieke Weber, Clara Kroes en Maria Dubbeldam van 'De Zaak Muurbloem' met het doel: "Maak vrouwen zichtbaar en vindbaar met hun werk". De financiering en vergunning werden verleend door stadsdeel West in Amsterdam.